# Liga I 2008-2009
Sezonul 2008-2009 al Ligii I (cunoscută și sub numele de Liga I Frutti Fresh din motive de sponsorizare) a fost cea de-a 91-a ediție a Campionatului de Fotbal al României, și a 71-a de la introducerea sistemului divizionar. A început pe 26 iulie 2008 și s-a terminat pe 10 iunie 2009. Echipa Unirea Urziceni a devenit campioană pentru prima oară în istoria sa. Prin această performanță, orașul Urziceni a devenit, la acea vreme, cel mai mic oraș din istoria Campionatului de Fotbal al României care are o campioană națională de fotbal.

## Echipe

### Promovate/retrogradate
Față de sezonul 2007-08, în Liga I au apărut patru noi echipe, fiind vorba aici de FC Brașov și FC Argeș ca și câștigătoare ale seriilor 1 respectiv 2 din Liga II,  respectiv CS Otopeni și Gaz Metan Mediaș ca și ocupante ale locului 2 în cele două serii menționate mai sus. În locul lor au fost repartizate în seriile inferioare Ceahlăul Piatra Neamț, Dacia Mioveni, UTA Arad și U Cluj.

### Stadioane
| FC Timișoara       | Steaua București | FC U Craiova | CFR Cluj                   |
| ------------------ | --- | --- | -------------------------- |
| Dan Păltinișanu    | Steaua | Ion Oblemenco | Dr. Constantin Rădulescu   |
| Capacitate: 32.972 | Capacitate: 28.365 | Capacitate: 25.252 | Capacitate: 23.500         |
|                    | | |                            |
| Gloria Buzău       | Farul Constanța | Dinamo București | Argeș Pitești              |
| Municipal          | Farul | Dinamo | Nicolae Dobrin             |
| Capacitate: 18.000 | Capacitate: 15.520 | Capacitate: 15.032 | Capacitate: 15.000         |
|                    | | |                            |
| Oțelul Galați      | BucureștiArgeșBrașovBuzăuCFRUniversitateaFarulGaz MetanGloriaOtopeniOțelulPanduriiPoli IașiPolitehnicaUrziceniVasluiEchipele din București: · Dinamo · Rapid · SteauaLiga I 2008-2009 (România) DinamoRapidSteaua Locația echipelor din București. | BucureștiArgeșBrașovBuzăuCFRUniversitateaFarulGaz MetanGloriaOtopeniOțelulPanduriiPoli IașiPolitehnicaUrziceniVasluiEchipele din București: · Dinamo · Rapid · SteauaLiga I 2008-2009 (România) DinamoRapidSteaua Locația echipelor din București. | Rapid București            |
| Oțelul             | BucureștiArgeșBrașovBuzăuCFRUniversitateaFarulGaz MetanGloriaOtopeniOțelulPanduriiPoli IașiPolitehnicaUrziceniVasluiEchipele din București: · Dinamo · Rapid · SteauaLiga I 2008-2009 (România) DinamoRapidSteaua Locația echipelor din București. | BucureștiArgeșBrașovBuzăuCFRUniversitateaFarulGaz MetanGloriaOtopeniOțelulPanduriiPoli IașiPolitehnicaUrziceniVasluiEchipele din București: · Dinamo · Rapid · SteauaLiga I 2008-2009 (România) DinamoRapidSteaua Locația echipelor din București. | Giulești-Valentin Stănescu |
| Capacitate: 13.500 | BucureștiArgeșBrașovBuzăuCFRUniversitateaFarulGaz MetanGloriaOtopeniOțelulPanduriiPoli IașiPolitehnicaUrziceniVasluiEchipele din București: · Dinamo · Rapid · SteauaLiga I 2008-2009 (România) DinamoRapidSteaua Locația echipelor din București. | BucureștiArgeșBrașovBuzăuCFRUniversitateaFarulGaz MetanGloriaOtopeniOțelulPanduriiPoli IașiPolitehnicaUrziceniVasluiEchipele din București: · Dinamo · Rapid · SteauaLiga I 2008-2009 (România) DinamoRapidSteaua Locația echipelor din București. | Capacitate: 11.704         |
|                    | BucureștiArgeșBrașovBuzăuCFRUniversitateaFarulGaz MetanGloriaOtopeniOțelulPanduriiPoli IașiPolitehnicaUrziceniVasluiEchipele din București: · Dinamo · Rapid · SteauaLiga I 2008-2009 (România) DinamoRapidSteaua Locația echipelor din București. | BucureștiArgeșBrașovBuzăuCFRUniversitateaFarulGaz MetanGloriaOtopeniOțelulPanduriiPoli IașiPolitehnicaUrziceniVasluiEchipele din București: · Dinamo · Rapid · SteauaLiga I 2008-2009 (România) DinamoRapidSteaua Locația echipelor din București. |                            |
| Politehnica Iași   | BucureștiArgeșBrașovBuzăuCFRUniversitateaFarulGaz MetanGloriaOtopeniOțelulPanduriiPoli IașiPolitehnicaUrziceniVasluiEchipele din București: · Dinamo · Rapid · SteauaLiga I 2008-2009 (România) DinamoRapidSteaua Locația echipelor din București. | BucureștiArgeșBrașovBuzăuCFRUniversitateaFarulGaz MetanGloriaOtopeniOțelulPanduriiPoli IașiPolitehnicaUrziceniVasluiEchipele din București: · Dinamo · Rapid · SteauaLiga I 2008-2009 (România) DinamoRapidSteaua Locația echipelor din București. | FC Vaslui                  |
| Emil Alexandrescu  | BucureștiArgeșBrașovBuzăuCFRUniversitateaFarulGaz MetanGloriaOtopeniOțelulPanduriiPoli IașiPolitehnicaUrziceniVasluiEchipele din București: · Dinamo · Rapid · SteauaLiga I 2008-2009 (România) DinamoRapidSteaua Locația echipelor din București. | BucureștiArgeșBrașovBuzăuCFRUniversitateaFarulGaz MetanGloriaOtopeniOțelulPanduriiPoli IașiPolitehnicaUrziceniVasluiEchipele din București: · Dinamo · Rapid · SteauaLiga I 2008-2009 (România) DinamoRapidSteaua Locația echipelor din București. | Municipal                  |
| Capacitate: 11.390 | BucureștiArgeșBrașovBuzăuCFRUniversitateaFarulGaz MetanGloriaOtopeniOțelulPanduriiPoli IașiPolitehnicaUrziceniVasluiEchipele din București: · Dinamo · Rapid · SteauaLiga I 2008-2009 (România) DinamoRapidSteaua Locația echipelor din București. | BucureștiArgeșBrașovBuzăuCFRUniversitateaFarulGaz MetanGloriaOtopeniOțelulPanduriiPoli IașiPolitehnicaUrziceniVasluiEchipele din București: · Dinamo · Rapid · SteauaLiga I 2008-2009 (România) DinamoRapidSteaua Locația echipelor din București. | Capacitate: 9.240          |
|                    | BucureștiArgeșBrașovBuzăuCFRUniversitateaFarulGaz MetanGloriaOtopeniOțelulPanduriiPoli IașiPolitehnicaUrziceniVasluiEchipele din București: · Dinamo · Rapid · SteauaLiga I 2008-2009 (România) DinamoRapidSteaua Locația echipelor din București. | BucureștiArgeșBrașovBuzăuCFRUniversitateaFarulGaz MetanGloriaOtopeniOțelulPanduriiPoli IașiPolitehnicaUrziceniVasluiEchipele din București: · Dinamo · Rapid · SteauaLiga I 2008-2009 (România) DinamoRapidSteaua Locația echipelor din București. |                            |
| Pandurii Târgu Jiu | BucureștiArgeșBrașovBuzăuCFRUniversitateaFarulGaz MetanGloriaOtopeniOțelulPanduriiPoli IașiPolitehnicaUrziceniVasluiEchipele din București: · Dinamo · Rapid · SteauaLiga I 2008-2009 (România) DinamoRapidSteaua Locația echipelor din București. | BucureștiArgeșBrașovBuzăuCFRUniversitateaFarulGaz MetanGloriaOtopeniOțelulPanduriiPoli IașiPolitehnicaUrziceniVasluiEchipele din București: · Dinamo · Rapid · SteauaLiga I 2008-2009 (România) DinamoRapidSteaua Locația echipelor din București. | FC Brașov                  |
| Tudor Vladimirescu | BucureștiArgeșBrașovBuzăuCFRUniversitateaFarulGaz MetanGloriaOtopeniOțelulPanduriiPoli IașiPolitehnicaUrziceniVasluiEchipele din București: · Dinamo · Rapid · SteauaLiga I 2008-2009 (România) DinamoRapidSteaua Locația echipelor din București. | BucureștiArgeșBrașovBuzăuCFRUniversitateaFarulGaz MetanGloriaOtopeniOțelulPanduriiPoli IașiPolitehnicaUrziceniVasluiEchipele din București: · Dinamo · Rapid · SteauaLiga I 2008-2009 (România) DinamoRapidSteaua Locația echipelor din București. | Silviu Ploeșteanu          |
| Capacitate: 9.200  | BucureștiArgeșBrașovBuzăuCFRUniversitateaFarulGaz MetanGloriaOtopeniOțelulPanduriiPoli IașiPolitehnicaUrziceniVasluiEchipele din București: · Dinamo · Rapid · SteauaLiga I 2008-2009 (România) DinamoRapidSteaua Locația echipelor din București. | BucureștiArgeșBrașovBuzăuCFRUniversitateaFarulGaz MetanGloriaOtopeniOțelulPanduriiPoli IașiPolitehnicaUrziceniVasluiEchipele din București: · Dinamo · Rapid · SteauaLiga I 2008-2009 (România) DinamoRapidSteaua Locația echipelor din București. | Capacitate: 8.800          |
|                    | BucureștiArgeșBrașovBuzăuCFRUniversitateaFarulGaz MetanGloriaOtopeniOțelulPanduriiPoli IașiPolitehnicaUrziceniVasluiEchipele din București: · Dinamo · Rapid · SteauaLiga I 2008-2009 (România) DinamoRapidSteaua Locația echipelor din București. | BucureștiArgeșBrașovBuzăuCFRUniversitateaFarulGaz MetanGloriaOtopeniOțelulPanduriiPoli IașiPolitehnicaUrziceniVasluiEchipele din București: · Dinamo · Rapid · SteauaLiga I 2008-2009 (România) DinamoRapidSteaua Locația echipelor din București. |                            |
| Gloria Bistrița    | CS Otopeni | Unirea Urziceni | Gaz Metan Mediaș           |
| Gloria             | Astra | Tineretului | Gaz Metan                  |
| Capacitate: 7.800  | Capacitate: 7.000 | Capacitate: 7.000 | Capacitate: 5.300          |
|                    | | |                            |

1. ↑  Capacitatea stadionului Giulești-Valentin Stănescu a fost redusă de la 19.100 la 11.704 din cauza degradării avansate a structurii de rezistență a peluzei sud.
2. ↑  CS Otopeni a fost mutată pe Stadionul Astra din Ploiești deoarece Stadionul Otopeni din Otopeni nu îndeplinește standardele pentru Liga I.

### Personal și statistici
Note: Steagurile indică echipa națională așa cum a fost definit în regulile de eligibilitate FIFA. Jucătorii și antrenorii pot deține mai mult de o naționalitate non-FIFA.
| Echipă                | Ultima promovare | Clasament 2007-08 | Antrenor (numire)         | Căpitan           | Sezoane în Liga I |
| --------------------- | ---------------- | ----------------- | ------------------------- | ----------------- | ----------------- |
| CFR Cluj              | 2004             | 1                 | António Conceição (2009)  | Cadú              | 13                |
| Steaua București      | 1947             | 2                 | Massimo Pedrazzini (2009) | Sorin Ghionea     | 60                |
| Rapid                 | 1990             | 3                 | Viorel Hizo (2009)        | Vasile Maftei     | 60                |
| Dinamo                | 1948             | 4                 | Mircea Rednic (2008)      | Marius Niculae    | 59                |
| Unirea Urziceni       | 2006             | 5                 | Dan Petrescu (2006)       | George Galamaz    | 2                 |
| Politehnica Timișoara | 2002             | 6                 | Valentin Velcea (2009)    | Artavazd Karamian | 41                |
| FC Vaslui             | 2005             | 7                 | Cristian Dulca (2009)     | Gabriel Cânu      | 3                 |
| Oțelul                | 1991             | 8                 | Petre Grigoraș (2005)     | Gabriel Paraschiv | 20                |
| FCU Craiova           | 2006             | 9                 | Ionel Gane (2009)         | Dorel Stoica      | 16                |
| Gloria Bistrița       | 1990             | 10                | Ioan Sabău (2005)         | Adrian Nalați     | 18                |
| Poli Iași             | 2004             | 11                | Cristiano Bergodi (2009)  | Bogdan Onuț       | 26                |
| Pandurii              | 2005             | 12                | Sorin Cârțu (2008)        | Florin Stângă     | 3                 |
| Farul                 | 2001             | 13                | Lucian Marinof (2009)     | George Curcă      | 41                |
| Gloria Buzău          | 2007             | 14                | Constantin Cârstea (2008) | Mansour Gueye     | 6                 |
| FC Brașov             | 2008             | 1S1 (Liga a II-a) | Răzvan Lucescu (2007)     | Robert Ilyeș      | 39                |
| Argeș Pitești         | 2008             | 1S2 (Liga a II-a) | Ionuț Badea (2007)        | Daniel Bălașa     | 43                |
| Otopeni               | 2008             | 2S1 (Liga a II-a) | Liviu Ciobotariu (2008)   | Florin Pârvu      | 0                 |
| Gaz Metan             | 2008             | 2S2 (Liga a II-a) | Cristian Pustai (2007)    | Claudiu Boaru     | 3                 |

Legendă culori
     CFR Cluj și Steaua București au participat în faza grupelor Ligii Campionilor 2008-2009
     Dinamo, Rapid, Timișoara, Urziceni și Vaslui au participat în prima rundă a Cupei UEFA 2008-2009, Vaslui trecând și prin Cupa UEFA Intertoto 2008
     Promovată din Liga a II-a 2007-2008

### Schimbări manageriale
| Echipa                | Antrenorul demis                | Modalitatea de schimbare   | Data plecării      | Înlocuit cu                     | Data numirii       |
| --------------------- | ------------------------------- | -------------------------- | ------------------ | ------------------------------- | ------------------ |
| Dinamo București      | Cornel Țălnar                   | Neprelungirea contractului | 17 aprilie 2009    | Mircea Rednic                   | 17 aprilie 2009    |
| Rapid București       | Marian Rada                     | Neprelungirea contractului | 3 iunie 2008       | José Peseiro                    | 3 iunie 2008       |
| FC Vaslui             | Emil Săndoi                     | Neprelungirea contractului | 10 iunie 2008      | Viorel Hizo                     | 10 iunie 2008      |
| CS Otopeni            | Liviu Ciobotariu                | Neprelungirea contractului | 18 iunie 2008      | Miodrag Ješić                   | 21 iunie 2008      |
| Gloria Buzău          | Ștefan Stoica                   | Demis                      | 11 august 2008     | Álvaro Magalhães                | 12 august 2008     |
| CS Otopeni            | Miodrag Ješić                   | Înlocuire                  | 18 august 2008     | Gabriel Mărgărit                | 18 august 2008     |
| CFR Cluj              | Ioan Andone                     | Demis                      | 30 august 2008     | Maurizio Trombetta              | 1 septembrie 2008  |
| CS Otopeni            | Gabriel Mărgărit                | Demis                      | 8 septembrie 2008  | Marian Bucurescu                | 8 septembrie 2008  |
| Pandurii Târgu Jiu    | Eugen Neagoe                    | Demis                      | 21 septembrie 2008 | Sorin Cârțu                     | 21 septembrie 2008 |
| Rapid București       | José Peseiro                    | Demis                      | 2 octombrie 2008   | Nicolae Manea                   | 3 octombrie 2008   |
| Gloria Buzău          | Álvaro Magalhães                | Demis                      | 3 octombrie 2008   | Mario Marinică                  | 9 octombrie 2008   |
| Rapid București       | Nicolae Manea                   | Înlocuire                  | 3 octombrie 2008   | José Peseiro                    | 9 octombrie 2008   |
| Steaua București      | Marius Lăcătuș                  | Demisie                    | 22 octombrie 2008  | Dorinel Munteanu                | 26 octombrie 2008  |
| FC Vaslui             | Viorel Hizo                     | Demitere                   | 1 noiembrie 2008   | Viorel Moldovan                 | 1 noiembrie 2008   |
| CS Otopeni            | Marian Bucurescu                | Demisie                    | 24 noiembrie 2008  | Liviu Ciobotariu                | 24 noiembrie 2008  |
| FC Timișoara          | Dušan Uhrin, Jr.                | Demis                      | 2 decembrie 2008   | Gavril Balint                   | 29 decembrie 2008  |
| Gloria Buzău          | Mario Marinică                  | Demis                      | 17 decembrie 2008  | Constantin Cârstea              | 28 decembrie 2008  |
| Steaua București      | Dorinel Munteanu                | Demis                      | 31 decembrie 2008  | Marius Lăcătuș                  | 1 ianuarie 2009    |
| CFR Cluj              | Maurizio Trombetta              | Demis                      | 6 ianuarie 2009    | Ales Jindra și Dušan Uhrin, Jr. | 8 ianuarie 2009    |
| Politehnica Iași      | Ionuț Popa                      | Demisie                    | 11 ianuarie 2009   | Cristiano Bergodi               | 18 ianuarie 2009   |
| Rapid București       | José Peseiro                    | Demis                      | 12 ianuarie 2009   | Marian Rada                     | 14 ianuarie 2009   |
| CFR Cluj              | Ales Jindra și Dušan Uhrin, Jr. | Demis                      | 5 aprilie 2009     | Toni                            | 6 aprilie 2009     |
| Farul Constanța       | Ion Marin                       | Demisie                    | 13 aprilie 2009    | Lucian Marinof                  | 13 aprilie 2009    |
| Rapid București       | Marian Rada                     | Demisie                    | 17 aprilie 2009    | Viorel Hizo                     | 3 mai 2009         |
| Universitatea Craiova | Nicolo Napoli                   | Demis                      | 15 mai 2009        | Ionel Gane                      | 15 mai 2009        |
| Steaua București      | Marius Lăcătuș                  | Demisie                    | 17 mai 2009        | Massimo Pedrazzini              | 18 mai 2009        |
| FC Vaslui             | Viorel Moldovan                 | Demisie                    | 26 mai 2009        | Cristian Dulca                  | 26 mai 2009        |
| FC Timișoara          | Gavril Balint                   | Demis                      | 31 mai 2009        | Valentin Velcea                 | 1 iunie 2009       |

## Clasament
| Loc | Echipă              | Pct. | MJ | V  | E  | Î  | GM | GP | DG  | Calificare sau retrogradare            |
| --- | ------------------- | ---- | -- | -- | -- | -- | -- | -- | --- | -------------------------------------- |
| 1.  | Unirea Urziceni (C) | 70   | 34 | 21 | 7  | 6  | 51 | 20 | +31 | Liga Campionilor 2009-10 Faza grupelor |
| 2.  | Poli Timișoara      | 67   | 34 | 20 | 7  | 7  | 58 | 38 | +20 | Liga Campionilor 2009-10 Turul III     |
| 3.  | Dinamo              | 65   | 34 | 20 | 5  | 9  | 56 | 30 | +26 | Europa League 2009-10 Play-off         |
| 4.  | CFR Cluj            | 59   | 34 | 16 | 11 | 7  | 44 | 26 | +18 | Europa League 2009-10 Play-off         |
| 5.  | FC Vaslui           | 57   | 34 | 17 | 6  | 11 | 44 | 37 | +7  | Europa League 2009-10 Turul III        |
| 6.  | Steaua București    | 56   | 34 | 14 | 14 | 6  | 44 | 27 | +17 | Europa League 2009-10 Turul II         |
| 7.  | FCU Craiova         | 56   | 34 | 15 | 11 | 8  | 44 | 25 | +19 |                                        |
| 8.  | Rapid               | 55   | 34 | 16 | 7  | 11 | 44 | 34 | +10 |                                        |
| 9.  | FC Brașov           | 55   | 34 | 14 | 13 | 7  | 35 | 25 | +10 |                                        |
| 10. | Argeș Pitești (X)   | 44   | 34 | 12 | 8  | 14 | 41 | 47 | −6  | Exclusă                                |
| 11. | Pandurii            | 43   | 34 | 11 | 10 | 13 | 27 | 36 | −9  |                                        |
| 12. | Oțelul              | 40   | 34 | 11 | 7  | 16 | 32 | 44 | −12 |                                        |
| 13. | Gloria Bistrița     | 38   | 34 | 11 | 5  | 18 | 17 | 28 | −11 |                                        |
| 14. | Poli Iași           | 37   | 34 | 10 | 7  | 17 | 32 | 47 | −15 |                                        |
| 15. | Gaz Metan           | 36   | 34 | 10 | 6  | 18 | 36 | 51 | −15 | Salvată de la retrogradare             |
| 16. | Farul (R)           | 30   | 34 | 8  | 6  | 20 | 27 | 56 | −29 | Retrogradare în Liga a II-a            |
| 17. | Otopeni (R)         | 22   | 34 | 5  | 7  | 22 | 32 | 54 | −22 | Retrogradare în Liga a II-a            |
| 18. | Gloria Buzău (R)    | 17   | 34 | 4  | 5  | 25 | 23 | 62 | −39 | Retrogradare în Liga a II-a            |

1. ↑  Timișoara a fost penalizată cu 6 puncte după ce nu au respectat o hotărâre de la TAS.[51] Însă, această decizie a fost revocată de TAS la 11 iunie 2009.[52]
2. ↑  CFR Cluj s-a calificat în play-off-ul UEFA Europa League 2009-2010 datorită câștigării Cupei României.
3. 1 2  STE 2–1 UCV; UCV 0–0 STE.
4. 1 2  RAP 3–1 BRV; BRV 0–0 RAP.
5. 1 2  Argeș Pitești a fost exclusă din campionat și retrogradată în Liga a II-a din cauza acuzațiilor de mituirea arbitrilor. Gaz Metan, ca cea mai bine plasată echipă retrogradată, a fost salvată de retrogradare.[53]

### Pozițiile pe etapă
| Etapă/ Echipă         | 1             | 2  | 3  | 4  | 5  | 6  | 7  | 8  | 9  | 10 | 11 | 12 | 13 | 14 | 15 | 16 | 17 | 18 | 19 | 20 | 21 | 22 | 23 | 24 | 25 | 26 | 27 | 28 | 29 | 30 | 31 | 32 | 33 | 34 |    |
| --------------------- | ------------- | -- | -- | -- | -- | -- | -- | -- | -- | -- | -- | -- | -- | -- | -- | -- | -- | -- | -- | -- | -- | -- | -- | -- | -- | -- | -- | -- | -- | -- | -- | -- | -- | -- | -- |
| Etapă/ Echipă         | Argeș Pitești | 9  | 13 | 10 | 14 | 14 | 13 | 11 | 12 | 9  | 9  | 7  | 5  | 8  | 6  | 7  | 4  | 8  | 8  | 10 | 11 | 10 | 10 | 10 | 10 | 10 | 10 | 10 | 10 | 10 | 10 | 10 | 10 | 10 | 10 |
| Brașov                | 4             | 8  | 12 | 11 | 11 | 8  | 5  | 6  | 6  | 6  | 9  | 10 | 10 | 9  | 11 | 10 | 11 | 11 | 11 | 9  | 9  | 9  | 9  | 8  | 9  | 9  | 8  | 8  | 8  | 8  | 9  | 9  | 9  | 9  |    |
| CFR Cluj              | 1             | 1  | 5  | 7  | 8  | 10 | 8  | 5  | 5  | 5  | 5  | 7  | 5  | 7  | 3  | 6  | 4  | 4  | 4  | 4  | 5  | 4  | 4  | 4  | 4  | 4  | 4  | 5  | 5  | 6  | 4  | 4  | 4  | 4  |    |
| Universitatea Craiova | 3             | 8  | 8  | 9  | 9  | 9  | 12 | 10 | 10 | 10 | 8  | 5  | 6  | 3  | 4  | 3  | 6  | 7  | 7  | 7  | 6  | 5  | 5  | 5  | 5  | 5  | 5  | 6  | 6  | 5  | 6  | 5  | 5  | 7  |    |
| Dinamo București      | 9             | 6  | 4  | 1  | 4  | 3  | 3  | 2  | 1  | 1  | 1  | 1  | 1  | 1  | 2  | 2  | 1  | 1  | 1  | 1  | 1  | 1  | 1  | 1  | 1  | 1  | 1  | 1  | 1  | 1  | 1  | 2  | 2  | 3  |    |
| Farul Constanța       | 4             | 12 | 13 | 12 | 12 | 6  | 7  | 11 | 12 | 14 | 14 | 12 | 13 | 15 | 15 | 14 | 14 | 12 | 13 | 13 | 15 | 15 | 15 | 15 | 15 | 16 | 16 | 16 | 16 | 16 | 16 | 16 | 16 | 16 |    |
| Gaz Metan Mediaș      | 7             | 14 | 9  | 13 | 13 | 14 | 13 | 13 | 14 | 13 | 13 | 14 | 14 | 13 | 14 | 16 | 16 | 16 | 16 | 16 | 16 | 16 | 16 | 16 | 16 | 15 | 15 | 13 | 14 | 15 | 15 | 15 | 15 | 15 |    |
| Gloria Bistrița       | 17            | 11 | 14 | 10 | 10 | 12 | 14 | 14 | 15 | 16 | 17 | 15 | 16 | 14 | 13 | 13 | 12 | 13 | 12 | 12 | 12 | 13 | 12 | 13 | 13 | 13 | 13 | 14 | 13 | 13 | 13 | 13 | 13 | 13 |    |
| Gloria Buzău          | 13            | 16 | 16 | 17 | 17 | 17 | 17 | 17 | 18 | 18 | 18 | 18 | 18 | 18 | 18 | 18 | 18 | 18 | 18 | 18 | 18 | 18 | 18 | 18 | 18 | 18 | 18 | 18 | 18 | 18 | 18 | 18 | 18 | 18 |    |
| Otopeni               | 18            | 18 | 18 | 18 | 18 | 18 | 18 | 18 | 16 | 17 | 16 | 16 | 17 | 17 | 17 | 17 | 17 | 17 | 17 | 17 | 17 | 17 | 17 | 17 | 17 | 17 | 17 | 17 | 17 | 17 | 17 | 17 | 17 | 17 |    |
| Oțelul Galați         | 7             | 5  | 3  | 1  | 5  | 7  | 10 | 9  | 8  | 8  | 6  | 9  | 9  | 11 | 10 | 11 | 10 | 9  | 8  | 10 | 11 | 11 | 11 | 11 | 11 | 11 | 11 | 12 | 12 | 12 | 12 | 12 | 11 | 12 |    |
| Pandurii Târgu Jiu    | 9             | 15 | 15 | 15 | 15 | 15 | 15 | 15 | 13 | 12 | 12 | 13 | 12 | 12 | 12 | 12 | 13 | 14 | 14 | 14 | 13 | 14 | 13 | 12 | 12 | 12 | 12 | 11 | 11 | 11 | 11 | 11 | 12 | 11 |    |
| Politehnica Iași      | 16            | 17 | 17 | 16 | 16 | 16 | 16 | 16 | 17 | 15 | 15 | 17 | 15 | 16 | 15 | 15 | 15 | 15 | 15 | 15 | 14 | 12 | 14 | 14 | 14 | 14 | 14 | 15 | 15 | 14 | 14 | 14 | 14 | 14 |    |
| Rapid București       | 2             | 2  | 1  | 4  | 2  | 5  | 6  | 8  | 11 | 11 | 10 | 8  | 7  | 8  | 8  | 8  | 7  | 5  | 5  | 5  | 3  | 6  | 7  | 6  | 6  | 7  | 7  | 7  | 7  | 7  | 5  | 6  | 7  | 8  |    |
| Steaua București      | 13            | 8  | 7  | 5  | 6  | 4  | 2  | 1  | 3  | 2  | 3  | 4  | 4  | 4  | 5  | 5  | 4  | 6  | 6  | 6  | 8  | 7  | 8  | 7  | 7  | 6  | 6  | 4  | 4  | 4  | 7  | 7  | 6  | 6  |    |
| Timișoara             | 9             | 4  | 11 | 8  | 7  | 11 | 9  | 7  | 4  | 4  | 4  | 3  | 3  | 5  | 6  | 7  | 3  | 3  | 3  | 3  | 4  | 3  | 3  | 2  | 3  | 3  | 3  | 3  | 3  | 3  | 3  | 3  | 3  | 2  |    |
| Unirea Urziceni       | 13            | 7  | 6  | 3  | 1  | 1  | 1  | 3  | 2  | 3  | 2  | 2  | 2  | 2  | 1  | 1  | 2  | 2  | 2  | 2  | 2  | 2  | 2  | 3  | 2  | 2  | 2  | 2  | 2  | 2  | 2  | 1  | 1  | 1  |    |
| Vaslui                | 4             | 3  | 2  | 6  | 3  | 2  | 4  | 4  | 7  | 7  | 11 | 11 | 11 | 10 | 9  | 9  | 9  | 10 | 9  | 8  | 7  | 8  | 6  | 9  | 8  | 8  | 9  | 9  | 9  | 9  | 8  | 8  | 8  | 5  |    |

| Câștigătorii Ligii I, ediția 2008/2009 |
| -------------------------------------- |
| Unirea Urziceni Primul titlu           |

## Rezultate
| Acasă \ Deplasare[1] | Argeș | Brașov | CFR Cluj | Craiova | Dinamo București | Farul | Gaz Metan | Gloria Bistrița | Gloria Buzău | Otopeni | Oțelul | Pandurii | Poli Iași | Rapid București | Steaua | Timișoara | Urziceni | Vaslui |
| Argeș                |       | 1–0    | 0–2      | 1–1     | 5–2              | 3–0   | 2–0       | 2–1             | 1–1          | 1–1     | 3–2    | 2–1      | 3–0       | 1–0             | 2–2    | 1–1       | 0–0      | 0–0    |
| Brașov               | 1–0   |        | 1–1      | 1–1     | 2–0              | 2–1   | 2–1       | 0–0             | 4–0          | 2–0     | 1–1    | 2–1      | 2–0       | 0–0             | 1–0    | 1–0       | 1–0      | 0–0    |
| CFR Cluj             | 2–0   | 2–0    |          | 1–1     | 1–0              | 3–0   | 2–1       | 2–2             | 2–0          | 1–0     | 1–1    | 1–1      | 0–0       | 0–0             | 1–1    | 2–0       | 1–0      | 3–0    |
| Univ. Craiova        | 1–0   | 0–0    | 4–1      |         | 2–0              | 3–2   | 2–0       | 0–0             | 1–1          | 2–2     | 1–0    | 2–0      | 2–0       | 0–0             | 0–0    | 1–3       | 0–0      | 0–1    |
| Dinamo               | 2–0   | 0–2    | 1–0      | 1–0     |                  | 1–0   | 1–0       | 5–0             | 4–1          | 0–0     | 1–0    | 3–0      | 2–0       | 3–0             | 1–1    | 3–1       | 0–1      | 4–1    |
| Farul Constanța      | 2–0   | 1–1    | 0–1      | 0–3     | 1–4              |       | 2–0       | 2–1             | 2–0          | 1–0     | 1–1    | 1–1      | 0–3       | 0–2             | 1–4    | 1–1       | 0–1      | 1–0    |
| Gaz Metan            | 2–2   | 0–0    | 2–0      | 2–5     | 1–1              | 0–1   |           | 3–1             | 2–0          | 3–0     | 2–2    | 2–1      | 1–0       | 1–0             | 0–1    | 5–1       | 1–0      | 1–2    |
| Gloria Bistrița      | 2–0   | 1–0    | 1–2      | 2–0     | 1–2              | 1–0   | 1–0       |                 | 2–0          | 3–1     | 3–0    | 1–0      | 3–1       | 1–3             | 2–2    | 0–1       | 0–1      | 0–3    |
| Gloria Buzău         | 3–1   | 0–2    | 0–1      | 0–2     | 1–3              | 0–1   | 1–2       | 2–1             |              | 0–1     | 0–2    | 0–1      | 1–1       | 0–1             | 0–1    | 1–2       | 1–5      | 4–1    |
| Otopeni              | 1–2   | 2–2    | 0–4      | 0–1     | 2–3              | 6–0   | 2–0       | 0–1             | 2–0          |         | 0–1    | 0–1      | 4–1       | 1–2             | 0–1    | 2–2       | 1–2      | 0–2    |
| Oțelul               | 2–0   | 2–1    | 1–1      | 0–2     | 0–1              | 2–0   | 3–1       | 1–0             | 1–2          | 3–1     |        | 0–0      | 3–2       | 2–1             | 2–0    | 2–2       | 0–2      | 0–1    |
| Pandurii             | 3–1   | 0–0    | 2–1      | 1–0     | 1–1              | 0–0   | 1–0       | 1–1             | 1–0          | 1–1     | 1–0    |          | 1–1       | 2–0             | 2–0    | 0–1       | 1–5      | 1–0    |
| Poli Iași            | 4–0   | 1–1    | 0–1      | 1–0     | 1–0              | 2–1   | 2–0       | 1–0             | 1–1          | 2–0     | 2–1    | 1–1      |           | 1–2             | 0–2    | 0–2       | 0–2      | 1–3    |
| Rapid                | 1–3   | 3–1    | 1–0      | 0–3     | 2–1              | 1–0   | 4–2       | 3–0             | 1–0          | 3–0     | 4–0    | 2–0      | 2–2       |                 | 0–0    | 0–2       | 1–2      | 2–2    |
| Steaua               | 2–0   | 2–1    | 1–1      | 2–1     | 1–1              | 1–1   | 4–0       | 1–0             | 1–1          | 1–1     | 5–0    | 1–0      | 1–0       | 1–2             |        | 2–2       | 1–0      | 1–1    |
| Timișoara            | 2–1   | 4–0    | 2–1      | 1–0     | 0–3              | 3–2   | 0–0       | 1–0             | 4–1          | 3–1     | 1–0    | 3–0      | 3–0       | 1–0             | 1–0    |           | 1–2      | 3–1    |
| Urziceni             | 3–2   | 0–0    | 1–1      | 1–2     | 1–0              | 1–0   | 4–0       | 3–0             | 2–1          | 1–0     | 3–1    | 2–0      | 0–1       | 1–1             | 1–1    | 1–1       |          | 1–0    |
| Vaslui               | 0–1   | 0–1    | 2–1      | 1–1     | 1–2              | 4–2   | 1–1       | 1–0             | 3–0          | 2–0     | 2–1    | 1–0      | 2–0       | 1–0             | 1–0    | 4–3       | 0–2      |        |

Sursa: LPF
1Echipa gazdă este listată în coloana din stânga.
Culori: Albastru = gazda e câștigătoare; Galben = egal; Roșu = oaspeții sunt câștigători.

## Golgheteri
| 17 goluri - Florin Costea (Craiova) - Gheorghe Bucur (Timișoara) 16 goluri - Spadacio (Rapid) 12 goluri - Ionel Dănciulescu (Dinamo) - Marius Niculae (Dinamo) 11 goluri - Pantelis Kapetanos (Steaua) - Bogdan Stancu (Steaua) 10 goluri - Yssouf Koné (CFR Cluj) 9 goluri - Gabriel Paraschiv (Oțelul) 8 goluri - Alexandru Curtean (Gaz Metan/Timișoara) - Mike Temwanjera (Vaslui) - Chico (Farul Constanța) - Marius Onofraș (Unirea Urziceni) - Marius Bilașco (Unirea Urziceni) - Romeo Surdu (FC Brașov) 7 goluri - Florin Bratu (Dinamo) - Cristian Coroian (Gloria Bistrița) |

Ultima actualizare: 10 iunie 2009
Sursa: liga1.ro Arhivat în 2 mai 2009, la Wayback Machine.